# Poseidón (A-21)
El Poseidón (A-21) es un futuro buque de la Armada española con la misión principal de dar apoyo a submarinistas y el rescate submarino. Se trata de un buque de la clase Buques de Acción Marítima (BAM), configurado como buque de intervención subacuática (BAM-IS).

## Historial
Desde los inicios del programa BAM se pensó en la necesidad de que algunas unidades se centraran en otros aspectos diferentes a los de patrulla marítima. Así, se previó una configuración de Buque de Acción Marítima de Intervención Subacuática (BAM-IS), con el propósito de reemplazar al veterano Neptuno (A-20) y ampliar las capacidades de asistencia submarina de la Armada, con el objetivo de que los nuevos submarinos S-80 tuvieran los medios auxiliares más adecuados.
No sería hasta la década de 2020 que se concretarían estas aspiraciones. En 2020, el Ministerio de Hacienda autorizó la inversión de 167 millones de euros para el proyecto y, a finales de 2021, el Ministerio de Defensa firmó la orden para la construcción de un nuevo BAM, en su versión de intervención subacuática. En abril de 2023 se confirmó que recibiría el nombre de Poseidón y el numeral «A-21».
La construcción del buque se inició el 3 de julio de 2023, con el objetivo de estar activo en 2026.
En junio de 2024, el Gobierno autorizó un crédito extra de 13 millones para mejoras técnicas en el diseño original, elevando el coste a los 180 millones de euros.